# 维利·舍费尔
维利·舍费尔（德語：Willy Schäfer，1913年4月30日—1980年10月16日），瑞士男子手球运动员，所属俱乐部是伯尔尼。他曾代表瑞士参加1936年夏季奥林匹克运动会手球比赛，获得一枚铜牌。